# 588

## Nașteri
- 11 iunie: Sfântul Eligius, episcop de Noyon, meșteșugar aurar și monetar francez, ministru al Finanțelor în timpul domniei lui Dagobert I (d. 660)

## Decese
- dată necunoscută: Simeon din Emesa  (n. 522)